# 张述元
张述元（1956年11月—），男，汉族，山东梁山人，中华人民共和国政治人物、法学家。

## 生平
1974年3月参加工作，1978年11月加入中国共产党。河南大学政治教育系本科毕业，中国政法大学法律系刑法专业读硕士研究生毕业，西南政法大学刑事诉讼法专业在职博士研究生毕业，法学博士，二级大法官。
1974年3月，任河南省修武县郇封公社知青。1976年12月，任解放军34137部队战士、文书。1978年9月，在河南大学政治教育系学习。1982年7月，任解放军34137部队排长。1982年12月，任河南省武警总队新乡市支队排长、副连职干事、政治指导员。1985年9月，在中国政法大学法律系刑法专业读硕士研究生。
1988年7月，任最高人民检察院监所检察厅干部（其间于1989年9月至1990年7月，借调中央政法委中央清查工作办公室）。1990年8月，任中央政法委研究室二处副处长。1993年3月，任中央政法委研究室综合处处长。1995年5月，任中央政法委研究室副主任（其间于1996年4月至1997年8月，兼任香港回归庆典筹委会安保小组办公室副主任；1998年10月至1999年12月，兼任澳门回归安保小组办公室副主任）。2001年2月，任中央政法委研究室主任（其间于2001年9月至2004年7月，在西南政法大学刑事诉讼法专业在职研究生学习，获法学博士学位；2006年5月至2007年5月，挂职任北京奥组委副秘书长兼安保部副部长）。2007年7月，任中央政法委研究室主任兼执法监督协调室主任。2008年8月，任中央政法委办公室主任。
2009年7月，任中共黑龙江省委政法委副书记，黑龙江省高级人民法院党组书记，副院长、代院长。2010年1月，任黑龙江省高级人民法院院长、党组书记，中共黑龙江省委政法委副书记。
2015年12月，第十二届全国人民代表大会常务委员会第十八次会议表决，接替黄尔梅，任最高人民法院副院长、审判委员会委员、审判员。2016年12月，任最高人民法院第六巡回法庭庭长。
2013年，当选第十二届全国人民代表大会黑龙江地区代表。2018年1月，当选第十三届全国政协委员。2020年11月，不再担任最高人民法院副院长、审判委员会委员。